# ناحیه کوزوو
ناحیه کوزوو (به صربی: Kosovo District) یک روستا در صربستان است که در استان خودمختار کوزوو و متوهیا واقع شده‌است.